# 부슈카라사와역
부슈카라사와역(일본어: 武州唐沢駅, ぶしゅうからさわえき)은 일본 사이타마현 이루마군 오고세정에 있는 도부 철도 오고세 선 역이다. 역 번호는 TJ 46이다.

## 역 구조
단선 승강장 1면 1선의 지상역이다. 역사나 승강장은 선로 남쪽에 있다. 자동 개찰기가 설치되어 있다.
창구를 닫는 경우가 있어, 창구 옆에 인터폰이 설치되어 있다.
화장실은 승강장 내 역사무소 옆에 설치되어 있다.

## 역 주변
- 무사시오고세 고등학교
- 세이와가쿠인 고등학교
- 오고세 공업 기술 전문학교
- 오고세 자동차 학교
- 오고세 우체국
- 세이브 온(편의점) 오고세우에노점
- 시마무라 오고세점
- 야마다 우동 오고세점

## 역사
- 1934년 12월 16일: 영업 개시.

## 인접역
| 도부 철도 오고세 선          | 도부 철도 오고세 선 | 도부 철도 오고세 선      |
| ---------------------------- | ------------------- | ------------------------ |
| TJ 45 히가시모로 사카도 방면 |                     | 오고세 TJ 47 오고세 방면 |